# Engenho Vitória
Engenho Vitória é um engenho de açúcar fundando no século XIX, localizado às margens do Rio Paraguaçu na cidade de Cachoeira, no interior do estado da Bahia.

## História
O ano de 1812 marca o início da construção do Engenho Vitória, localizado às margens do Rio Paraguaçu, importante curso de água da Bahia, na altura da cidade de Cachoeira. A obra foi financiada pelo comendador Pedro Bandeira, importante comerciante de sua época e um dos pioneiros na utilização da navegação a vapor na Bahia.
Construído no período do Brasil Colonial, a edificação do Engenho dialoga com o processo de escravidão no Brasil, tendo sido um local que utilizou mão-de-obra escrava durante seu funcionamento como empresa açucareira. O engenho consiste em um sobrado de três níveis, baseado num projeto arquitetônico que imaginou a construção da edificação com um "T". O prédio abriga um acesso coberto entre o engenho e o sobrado. O engenho ainda abriga um salão em mármore, capela, depósito e um quarto para os escravos. A edificação ainda abriga um sótão - reformado posteriormente e sendo ampliado. O prédio ainda faz menção a família de Bandeira, com referências a sua família na porta e o brasão da família Muniz esculpida em mármore.

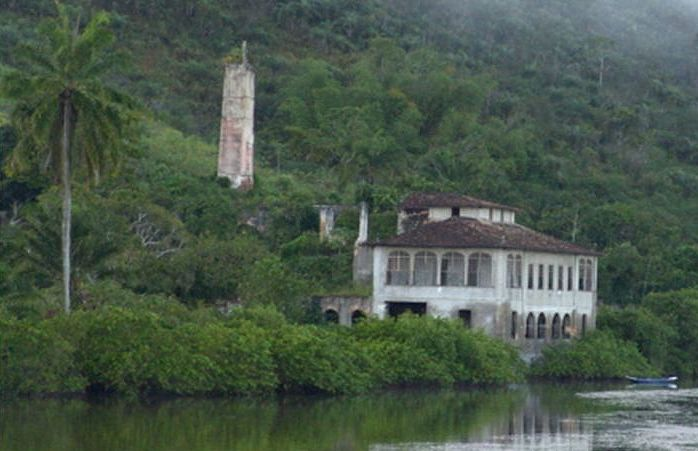
Engenho Vitória em 2013.

## Tombamento
No ano de 1943, o engenho passou pelo processo de tombamento histórico junto ao Instituto do Patrimônio Histórico e Artístico Nacional (IPHAN), órgão responsável pela preservação histórica vinculado ao Governo Federal.